# Bicycloud
Bicycloud (Wolk van fietsen) is een kunstwerk in Amsterdam-Centrum. Het valt in de categorie toegepaste kunst.
Het object is in een veelvoud te vinden op het Rokin. In het verlengde van het project De Rode Loper wilde de gemeente af van alle mogelijke typen rijwielen die her en der in de open ruimte gestald dan wel gewoon neergezet werden en na verloop samenklonterden tot een wirwar van metaal (plaatselijk bekend als fietsklonten). De gemeente wilde de stalruimten beperken en vroegen kunstenaar Frank Tjepkema een oplossing te vinden. Hij kwam met roestvast stalen schermen, die bestaan uit op het oog willekeurig aan elkaar gesmede fietsonderdelen en diamantvormen, een verwijzing naar de vele fietsen in de stad en de diamanthandel. In werkelijkheid werd de figuratie uit een stalen plaat gesneden. Deze schermen werden vervolgens voor en om de in de open ruimte staande fietsrekken geplaatst, zodat het idee van een aparte stalruimte werd geschapen.   
Het kunstwerk werd lang afgeschermd door allerlei hekwerken en bouwsels, die behoorden bij de bouw(putten) ten behoeve van de Noord/Zuidlijn. Toen dat alles langzaam in het voorjaar van 2018 verdween, werden de twee door het kunstwerk omheinde stalruimten goed zichtbaar. Ze staan tussen de noordelijke en zuidelijke in/uitgangen van het metrostation Rokin aan genoemde lijn.